# Прошовиці (гміна)
Гміна Прошовиці (пол. Gmina Proszowice) — місько-сільська гміна у південній Польщі. Належить до Прошовицького повіту Малопольського воєводства.
Станом на 31 грудня 2011 у гміні проживало 16500 осіб.

## Площа
Згідно з даними за 2007 рік площа гміни становила 99.78 км², у тому числі:
- орні землі: 90.00%
- ліси: 2.00%

Таким чином, площа гміни становить 24.07% площі повіту.

## Населення
Станом на 31 грудня 2011:
| Опис     | Загалом | Загалом | Чоловіки | Чоловіки | Жінки | Жінки |
| -------- | ------- | ------- | -------- | -------- | ----- | ----- |
| одиниця  | осіб    | %       | осіб     | %        | осіб  | %     |
| все      | 16500   | 100     | 8069     | 48.90    | 8431  | 51.10 |
| міське   | 6239    | 100     | 2952     | 47.32    | 3287  | 52.68 |
| сільське | 10261   | 100     | 5117     | 49.87    | 5144  | 50.13 |

## Сусідні гміни
Гміна Прошовіце межує з такими гмінами: Іголомія-Вавженьчице, Казімежа-Велька, Конюша, Кошице, Нове Бжесько, Палечниця, Радземіце.